# تجمع نهييب (رماة)
'

تعديل مصدري - تعديل

تجمع نهييب هي إحدى قرى عزلة رماة بمديرية رماة التابعة لمحافظة حضرموت، بلغ تعداد سكانها 64 نسمة حسب تعداد اليمن لعام 2004.